# Dmytro Szapował (siatkarz)
Dmytro Szapował (ukr. Дмитро́ Шапова́л; ur. 2 marca 1997 w Hryhoriwce w obwodzie czernihowskim) – ukraiński siatkarz, grający przez większość swojej kariery na pozycji środkowego oraz później jako atakujący. 

## Sukcesy klubowe
Mistrzostwo Ukrainy:
- 2023[4], 2024[5]
- 2025[6]
- 2022

## Sukcesy indywidualne
- 2023: MVP ukraińskiej Superligi w sezonie 2022/2023[7]